# Prinsessa

Svensk prinsesskrona.

Prinsessa är en icke regerande kvinnlig medlem av ett kungahus eller annat furstehus. Det kan även vara titeln på en kvinnlighet  medlem av den högsta adeln i vissa länder. Ordets ursprung är som kvinnlig motsvarighet till prins. En sultans dotter kallas prinsessa och en tsarevna är en tsars dotter. 

## Ursprung och betydelser
Ordet kommer från franskans princesse med samma betydelse, och ordet syftar där även på det relaterade ordet furstinna (en furstes hustru eller kvinnliga motsvarighet).
En tidigare vanlig svensk stavning av ordet var prinsess. Andra historiska svenska stavningar har varit princess, prinzess, printzess, printsess samt med ordslut som -es, -issa och -essinna. Flera av dessa stavningsvarianter har blivit standard i svenskans grannspråk tyska, danska och norska.

### Betydelser
Begreppet prinsessa har i svenska språket fyra grundbetydelser:
1. titel på kvinna av furstlig rang; synonym för furstinna
2. ej regerande, kvinnlig medlem av suveränt furstehus, om personen inte tidigare varit drottning eller liknande (kvinnlig motsvarighet till prins); hustru till prins (prinsgemål)
3. i överförd betydelse en dyrbart och elegant kvinna, som lever i lyx och överflöd och med ständig uppassning
4. i överförd betydelse en ung, vacker kvinna

### Historisk betydelse
Ordet prinsessa har bland annat en historisk betydelse, på grund av den stora makt som Europas kungahus tidigare haft. Numera är de flesta europeiska länder republiker. Begreppet prins (och prinsessa) har i romanska länder även fortsatt som ett begrepp inom den högsta adeln, liksom för medlemmar i detroniserade furstehus.
En kronprinsessa är den kvinnliga kungahusmedlem som står först i arvsföljden, i länder som har kognatisk tronföljd. Andra varianter av prinsessor är arvprinsessa, kurprinsessa och änkeprinsessa.
Prinsessan figurerar i en stor mängd berättelser och sagor – ofta benämnda prinsess-sagor. Sådana historier kretsar ofta kring olika sorters friare, som har hinder att övervinna för att kunna få prinsessans hand, och via henne "halva kungariket". Prinsessor utmålas i sagorna för det mesta som åtråvärda och värda att kämpa för, men de kan också beskrivas som kinkiga (som i Prinsessan på ärten) eller mycket svåråtkomliga (som i Törnrosa).

## Sverige
I en monarki finns det ofta statliga regler kring en prinsessas giftermålsmöjligheter. I Sverige får en prinsessa (liksom en prins) inte ingå äktenskap förrän regeringen godkänt det hela, "på hemställan av Konungen". Samtycke från kung och riksdag krävs också för att en prins (eller en prinsessa) ska kunna få bli regent i ett annat land. Utan det godkännande förverkar den berörda personen både sin och sina efterkommandes arvsrätt till riket.